# 2,2,3,4-tetrametilpentano
El 2,2,3,4-tetrametilpentano es un alcano de cadena ramificada con fórmula molecular C9H20.